# Edgar White
Edgar Pardee Earle White (Manhattan, 17 november 1929 - Mantoloking, 7 januari 2014) was een Amerikaans zeiler.
White was samen met zijn tweelingbroer Sumner onderdeel van de Amerikaanse boot die tijdens de Olympische Zomerspelen 1952 de gouden medaille won in de 5,5 meter klasse.

## Resultaten

### Olympische Zomerspelen
| Jaar | Plaats   | Resultaten       |
| ---- | -------- | ---------------- |
| 1952 | Helsinki | 5,5 meter klasse |

1952: Britton Chance / Michael Schoettle / Edgar White / Sumner White
1956: Hjalmar Karlsson / Sture Stork / Lars Thörn
1960: George O’Day / Jim Hunt / Dave Smith
1964: Bill Northam / Peter O’Donnel / James Sargeant
1968: Jörgen Sundelin / Peter Sundelin / Ulf Sundelin